# Вацлав Гирса (архитекта)
Вацлав Гирса (рођен 3. јуна 1945. у Прагу, у Чехословачкој) је чешки и чехословачки архитекта и професор. Завршио је грађевину на Техничком универзитету у Прагу 1969. године, као и Школу архитектуре Франтишека Кубре при Академији лепих уметности, такође у Прагу.
Радио је на Државном институту за обнову историјских грађевина и локалитета од 1971. године. Деветнаест година касније, 1990. је започео каријеру предавача на Техничком универзитету у Прагу, где је 1995. постао доцент. Звање професора је стекао 2008. године. Предавао је у областима историје архитектуре и очувању споменика. Затим је постао начелник Института за очување историјске баштине на Архитектонском факултету.
Члан је Научног савета при Институту за националне споменике. Такође је у редакцији часописа Очување споменика, у Научном савету за Националне споменике Министарства културе Чешке. Од 2015. је председник чешког комитета Међународног савета за локалитете и споменике (ICOMOS).

## Награде
Гирса је 1. октобра 1992. основао фирме Гирса АД за рад на рестаурацији и конзервацији грађевина. Најважнији сарадник у предузећу је колега архитекта Милослав Ханзл. 
Дугогодишњи рад на овом пољу донео му је 2000. године престижну награду Europa Nostra, за иновативне доприносе методима конзервације.

## Породица
Вацлав Гирса је име добио по свом деди Вацлаву Гирси који је био чехословачки национални радник, лекар и дипломата. Гирса Старији је био чехословачки посланик и опуномоћени министар у Краљевини Југославији од јула 1935. до фебруара 1938. године. 